# John Hubert Peschges
John Hubert Peschges (* 11. Mai 1881 in West Newton, Minnesota, USA; † 30. Oktober 1944) war Bischof von Crookston.

## Leben
John Hubert Peschges empfing am 15. April 1905 das Sakrament der Priesterweihe.
Am 30. August 1938 ernannte ihn Papst Pius XI. zum Bischof von Crookston. Der Bischof von Winona, Francis Martin Kelly, spendete ihm am 9. November desselben Jahres die Bischofsweihe; Mitkonsekratoren waren der Bischof von Saint Cloud, Joseph Francis Busch, und der Bischof von Great Falls, Edwin Vincent O’Hara.